# Fusillade de 2014 à Moncton
La fusillade de 2014 à Moncton désigne une fusillade survenue le 4 juin 2014 à Moncton, Nouveau-Brunswick. Justin Bourque, un jeune individu originaire de Moncton, fait feu sur cinq officiers de la Gendarmerie royale du Canada (GRC), tuant trois, et blessant grièvement deux d'entre eux. Une chasse à l'homme contre Bourque est lancée et poursuivie durant la nuit du 5 juin. Le 6 juin, Bourque est retrouvé puis placé en détention, ce qui met fin à une chasse à l'homme de 28 heures,. Cette fusillade est l'attaque la plus meurtrière à l'encontre de la GRC depuis Mayerthorpe en 2005, qui avait coûté la vie à quatre officiers de la GRC, et également le premier homicide commis à Moncton depuis 2010,,.

## Déroulement

### Fusillade
L'incident est survenu le 4 juin 2014 à 19 h 20 (ADT), tandis que la police est renseignée sur un individu camouflé armé d'un fusil, d'un pistolet, et d'une arbalète,. Le meurtrier tue trois officiers par balle et blesse grièvement deux autres, par la suite hospitalisés et hors de danger,,. Selon des témoins, l'individu aurait été aperçu en train de parler à d'autres piétons avant de prendre la fuite sans faire de victime supplémentaire. D'autres témoins rapportent que le tireur écartait les piétons qui tentaient d'aider les officiers,. Le New York Times rapporte de « nombreux véhicules de police criblés de balles. » La zone nord-ouest de Moncton est bouclée pendant la chasse à l'homme ; les transports publics sont mis à l'arrêt, et toute entrée ou sortie du périmètre est entièrement interdite.

### Chasse à l'homme

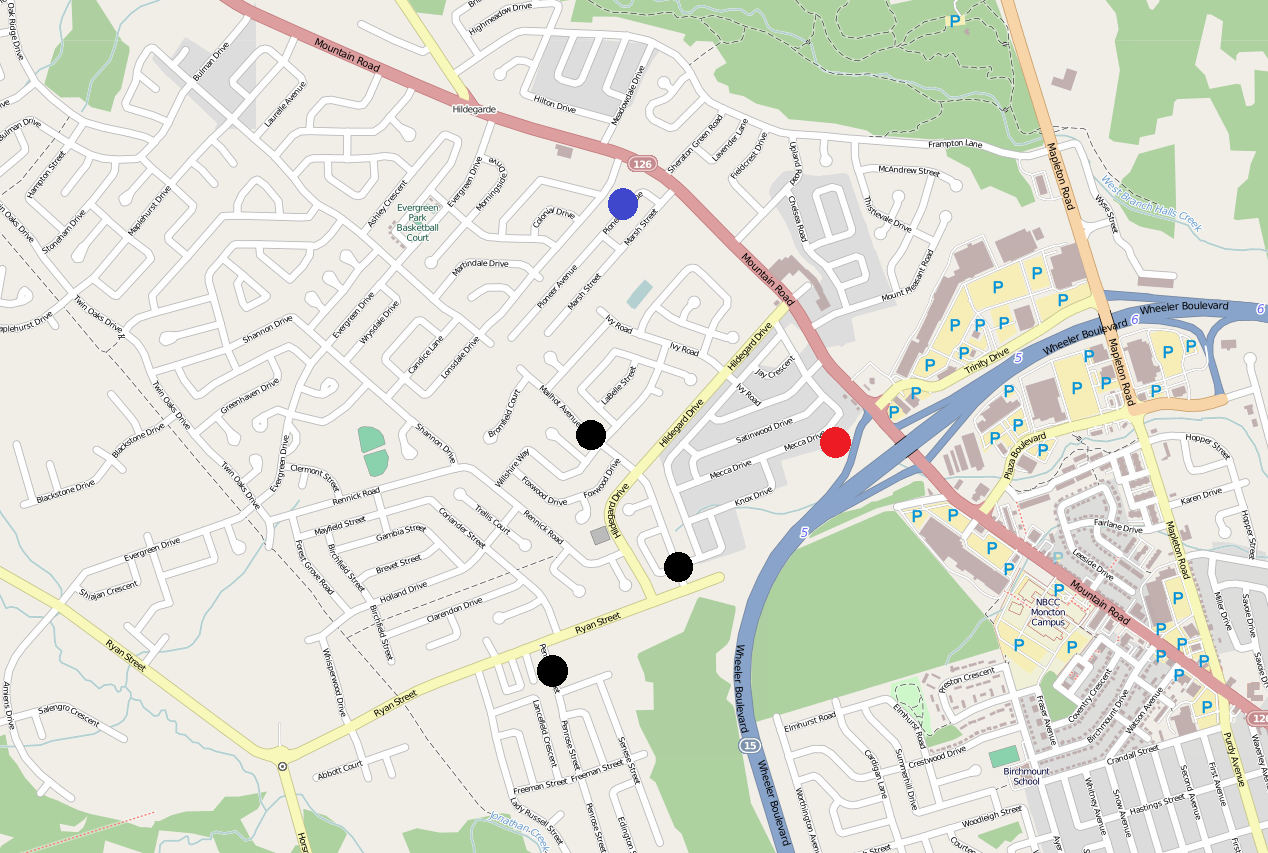
Cercle rouge : suspect arrêté
Cercles noirs : lieux des tirs
Cercle bleu : résidence du suspect.

Les autorités identifient Justin Bourque, un jeune homme de 24 ans, comme suspect. D'autres suspects sont également identifiés par la police et les témoins pendant la chasse à l'homme. Plus de 300 policiers sont mobilisés. Les piétons et motos sont interdits de circulation ; les bus Codiac sont mis à l'arrêt, et les écoles, magasins et autres établissements sont temporairement fermés,. Des résidents sont par la suite appelé à laisser leur porte verrouillée, leurs lumières extérieures allumées, et sont interdits de divulguer toute information concernant la chasse à l'homme sur les réseaux sociaux.
Le lendemain, la police encercle un bâtiment et demande son évacuation des résidents. Plus d'une douzaine d'officiers armés entourent le bâtiment et déploient une caméra guidée aux alentours de 15 h, mais ne trouvent aucun signe du suspect,. Cette alerte se révèle par la suite être une fausse. Un hélicoptère de police muni d'une caméra thermique survole Moncton. Deux fourgons blindés sont réquisitionnés par la police montée pour transporter les membres du Groupe tactique d'intervention.
Le 6 juin, à 12 h 10 (ADT), le suspect est appréhendé par la GRC à la suite d'un appel à témoin,. Le périmètre, bouclé pendant 28 heures dans le nord-ouest de Moncton, est peu après de nouveau devenu accessible. En détention, Bourque dit à la police : « C'est terminé »,. Il est désarmé le temps de son arrestation, mais plusieurs armes ont été retrouvées sur le lieu du crime. Le 7 juin, une recherche est effectuée dans les zones agricoles et forestières près du lieu où le suspect a été arrêté.

### Victimes
Trois officiers de la GRC ont été tués lors de la tuerie et deux autres grièvement blessés. Les cinq victimes sont identifiées par la police deux jours après les événements. Ces victimes incluent Cst. David Ross, 32 ans, originaire de Victoriaville, au Québec ; Cst. Fabrice Gévaudan, 45 ans, né à Boulogne-Billancourt le 14 janvier 1969 et dont la famille habite la ville de Montesson dans les Yvelines (78), en France ; et Cst. Douglas James Larche, 40 ans, originaire de Saint-Jean, New Brunswick. Les deux survivants sont Cst. Éric Stéphane J. Dubois et Cst. Marie Darlene Goguen.

## Suspect
Les autorités identifient Justin Bourque, âgé de 24 ans et résident de Moncton, comme l'auteur de la tuerie. Pendant cette dernière, le suspect était vêtu d'un camouflage militaire, et d'un bandeau noir sur le front,. Ses motivations restent floues. Selon les rapports, il aurait démissionné de son travail, et se serait impliqué dans des actions anti-gouvernementales ; il se dit également fasciné par les théories de conspiration,,.
Bourque est l'un des sept enfants issus d'une famille croyante. Huit mois avant les événements, il emménage en maison mobile au Moncton's Ryder Park,. L'un de ses anciens collègues de travail explique qu'« il aurait toujours eu un problème avec l'autorité. Des problèmes avec les parents, les patrons, la police... » Il postait également des commentaires anti-policiers sur les réseaux sociaux. Un message posté sur sa page Facebook le jour de la tuerie contient une photo accompagnée d'une citation de Dave Chappelle,. Il partageait également des images avec des slogans tels que « Les hommes libres ne demandent aucune permission pour porter une arme ».
Le compte Facebook de Bourque contenait des images et « occasionnellement des blagues sur le port d'armes. » Au lendemain de l'incident, une armurerie locale, Worlds End Warehouse, fournit une explication sur sa page Facebook, confirmant que Bourque était employé à la boutique mais qu'« il n'y a jamais mis les pieds et n'avais jamais acheté d'armes ni de munitions [en provenance des chez eux]. » L'un de ses amis rapporte un incident survenu lors d'un camping avec Bourque ; il explique qu'« il a amené son fusil avec lui, sans munition, qu'il l'a porté toute la nuit pendant qu'il buvait. Ca nous a plutôt effrayé, alors on ne l'a plus invité. » Il est impossible de connaître les antécédents psychologiques de Bourque.
Peu après son arrestation, Bourque est jugé au tribunal de Moncton sous très haute surveillance. Il est accusé de trois meurtres au premier degré, et de deux tentatives d'homicide volontaire. Il est de nouveau appelé devant le tribunal le 3 juillet. Aucun examen psychiatrique n'a été demandé,,. Il sera d'abord condamné à la prison à perpétuité sans possibilité de libération conditionnelle avant 75 ans, avant que la cour d'appel du Nouveau-Brunswick ne ramène sa période d'inadmissibilté à la libération conditionnelle à 25 ans. Cette décision découle d'un jugement de la Cour suprême qui a statué que des peines de ce genre étaient inconstitutionnelles.

## Réactions

### GRC et gouvernement canadien
À la veille de l'incident, le premier ministre du Nouveau-Brunswick, David Alward, exprime, lors d'un communiqué, ses « profondes condoléances », aux familles des officiers décédés dans leur devoir,. Le commandant en chef de la GRC, Roger Brown décrit le 4 juin comme « sans aucun doute la journée la plus sombre dans l'histoire de la GRC du Nouveau-Brunswick. » Le maire de Moncton, George LeBlanc, explique sur Twitter, qu'il s'agit d'une « triste situation à Moncton. [...] Toutes mes condoléances aux familles. » La Chambre des communes du Canada observe un moment de silence.
Le premier ministre canadien Stephen Harper exprime ses émotions lors d'un communiqué : « Au nom de tous les canadiens, Laureen et moi-même offrons nos plus profondes condoléances aux familles, aux collègues et aux amis de ces personnes affectées par cette tragédie. Nous prions également pour une guérison rapide des blessés. » Il note également que « cet incident nous rappelle des hommes et des femmes vouent leur vie pour faire régner la loi au Canada chaque jour pour protéger nos citoyens et les communautés,. » Le commissaire de la GRC, Bob Paulson : « Leur décès nous dépasse totalement. Leur sacrifice ne sera jamais oublié. » Il note également que « c'est surréel que dans une communauté comme Moncton, un monstre de ce calibre rôde dans les rues, c'est tout simplement incroyable. »

### Deuil
Sur les réseaux sociaux, le hashtag #PrayforMoncton est utilisé. En réponse à cette fusillade, la GRC crée une adresse e-mail spéciale pour la réception des condoléances, ainsi qu'une récolte de fonds pour ceux qui souhaiteraient aider les familles des victimes,. Les obsèques sont organisées le 10 juin au Colisée de Moncton, dont l'audience contient notamment 3 000 officiers.